# موجودی کالا

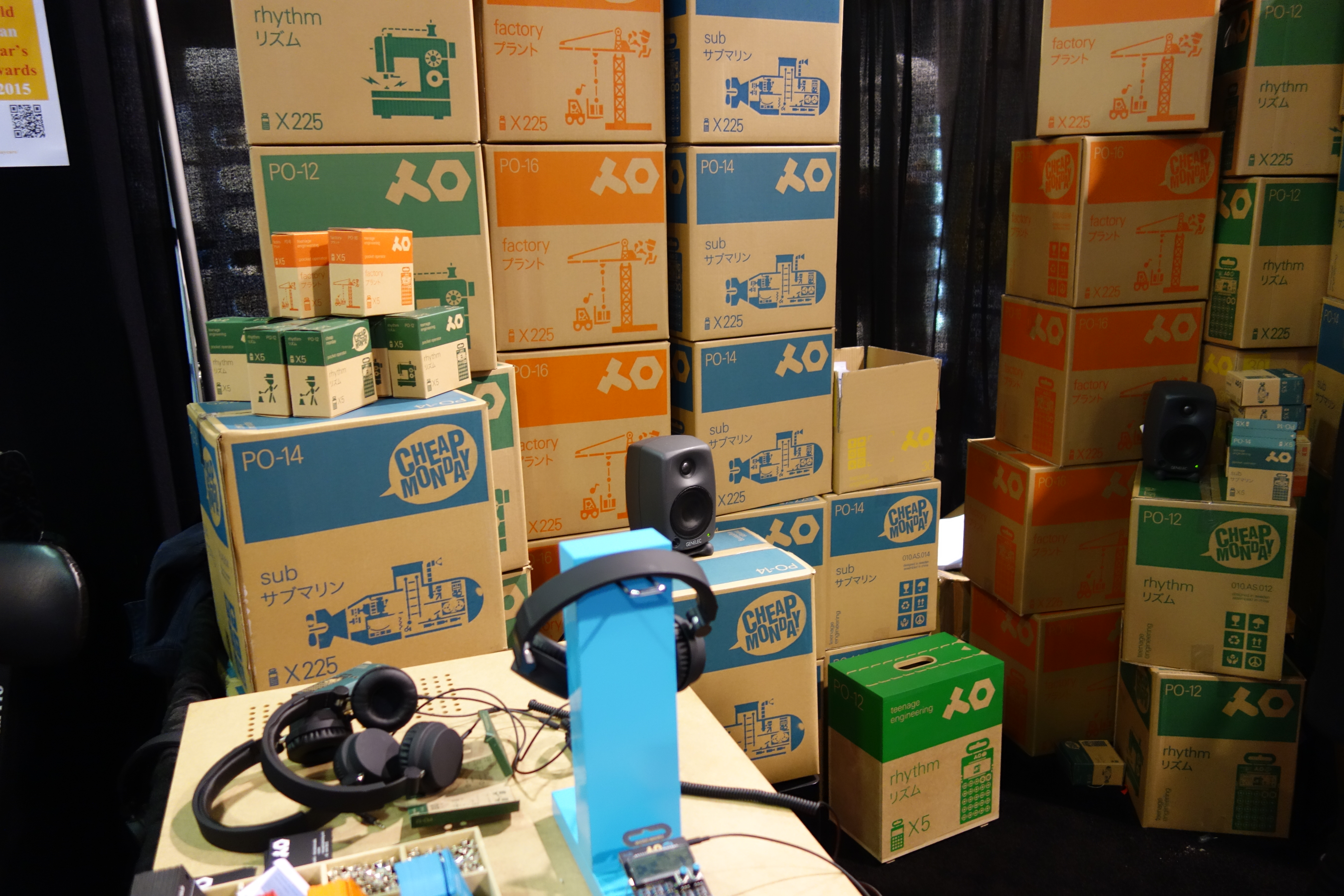
موجودی کالا

به کالاهای انبار شده موجودی کالا (به انگلیسی: Inventory) یا موجودی می‌گویند. شرکت‌ها معمولاً صدها یا حتی هزاران کالا را در موجودی انبار می‌کنند، از چیزهای کوچک مانند مداد، گیره کاغذ، پیچ و مهره گرفته تا اقلام بزرگ مانند ماشین آلات، کامیون‌ها، تجهیزات ساختمانی و هواپیما. به‌طور طبیعی، بسیاری از اقلامی که یک شرکت در موجودی انبار خود از آنها نگهداری می‌کند، مربوط به نوع کسب و کاری است که در آن مشغول است.

## طبیعت و ذات موجودی‌ها
موجودی‌ها بخش مهمی از تجارت هستند. آنها نه تنها برای عملیات ضروری هستند، بلکه به رضایت مشتری نیز کمک می‌کنند. برخی از شرکت‌های بسیار بزرگ دارای مقادیر زیادی موجودی هستند. به عنوان مثال، جنرال موتورز در یک نقطه گزارش شده بود که به ارزش ۴۰ میلیارد دلار مواد، قطعات، اتومبیل و کامیون در زنجیره تأمین خود دارد. اگرچه مقادیر و ارزش دلاری موجودی‌های انبار شده توسط انواع مختلف شرکت‌ها به‌طور گسترده‌ای متفاوت است، یک شرکت معمولی معمولاً حدود ۳۰٪ از دارایی‌های جاری خود و شاید تا ۹۰٪ از سرمایه در گردش خود را در موجودی سرمایه‌گذاری کرده‌است. یکی از معیارهای پرکاربرد عملکرد مدیریتی مربوط به بازگشت سرمایه یا بازده سرمایه‌گذاری (ROI) است که سود پس از کسر مالیات تقسیم بر کل دارایی‌ها می‌شود. از آنجا که موجودی‌ها ممکن است بخش قابل توجهی از کل دارایی‌ها را تشکیل دهند، کاهش موجودی‌ها می‌تواند منجر به افزایش قابل توجهی در بازده سرمایه‌گذاری شود، اگرچه این مزیت باید با خطر احتمالی کاهش در خدمات مشتری سنجیده شود. نسبت موجودی‌ها به فروش در بخش‌های تولیدی، عمده فروشی و خرده فروشی یکی از معیارهایی است که برای سنجش سلامت اقتصاد ایالات متحده آمریکا استفاده می‌شود. تصمیمات در رابطه با میزان موجودی در سازمان‌های خدماتی می‌تواند بسیار حیاتی باشد. برای مثال، بیمارستان‌ها مجموعه‌ای از داروها و منابع خونی را نگهداری می‌کنند که ممکن است در کوتاه‌مدت مورد نیاز باشد. عدم موجودی برخی از این موارد می‌تواند رفاه بیمار را به خطر بیندازد. با این حال، بسیاری از این اقلام ماندگاری محدودی دارند، بنابراین نگهداری مقادیر زیاد به معنای دور انداختن لوازم استفاده نشده و پرهزینه است. خدمات تعمیرات در محل برای کامپیوتر، چاپگر، دستگاه کپی و فکس نیز باید به دقت در نظر داشته باشند که کدام قطعات را به سایت بیاورند تا از سفر اضافی برای تهیه قطعات جلوگیری کنند. همین امر در مورد خدمات تعمیر خانه مانند برق، تعمیرکاران لوازم خانگی و لوله‌کشی نیز صدق می‌کند. منبع اصلی درآمد کسب و کارهای خرده فروشی و عمده فروشی، فروش کالا (یعنی موجودی) است. در واقع، از نظر دلاری، موجودی کالاهای نگهداری شده برای فروش یکی از بزرگ‌ترین دارایی‌های یک کسب‌وکار است. فروشگاه‌های خرده‌فروشی که لباس می‌فروشند، با تصمیم‌گیری در مورد اینکه کدام سبک و چه مقدار از هر کدام را نگهداری کنند، دست و پنجه نرم می‌کنند، زیرا به خوبی می‌دانند که اقلام سریع‌فروش به معنای سود بیشتری نسبت به تخفیف شدید کالاهایی است که فروخته نشده‌اند.